# Château fort d'Aubigny
Le château fort d'Aubigny est un château en ruines situé  à Aubigny-lès-Sombernon (Côte-d'Or) en Bourgogne-Franche-Comté .

## Localisation
Le château est situé au centre du village, à proximité de la Brenne (affluent de l'Armançon).

## Historique
La seigneurie d'Aubigny remonte au moins au XIVe siècle : son château fait déjà l'objet en 1406 de transactions entre Jehan de Choisey, sire d'Aubigny, et Jehan de Champ Regnault, sire de Pouilly-en-Auxois. Reconstruit à la fin du XVIe siècle par Christophe Pot, il est décrit en 1774 comme un vieux château à bossage avec deux pont-levis et des redoutes[réf. souhaitée].

## Architecture
De ce château ne restent que quelques vestiges de remparts et une tour cornière carrée constituée d'un soubassement aveugle, un rez-de-chaussée et un premier étage. Le rez-de-chaussée voûté et munie de canonnières porte la date de 1594[réf. souhaitée].